# ATN Channel
ATN Channel est une chaîne de télévision canadienne spécialisée de catégorie A en langue hindi appartenant à Asian Television Network (en) (ATN). Elle diffuse des émissions provenant de Star Plus (et anciennement de Zee TV) ainsi que des productions locales.
Elle est la station phare de Asian Television Network qui opère plus de 41 chaînes et importe 14 chaînes internationales.